# 阿爾森·格奧爾基耶維奇·阿瓦科夫
阿尔森·格奥尔基耶维奇·阿瓦科夫（羅馬化：Arsen Georgii Avakov；1971年5月28日—），亞美尼亞裔前塔吉克斯坦足球运动员。在效力扎波罗热鱼雷队时曾于1995年荣获乌超联赛最佳射手奖，他是乌超联赛历史上第一位获此殊荣的外籍球员。
阿瓦科夫的职业生涯始于苏联顶级联赛的杜尚别帕米尔足球俱乐部，之后转会至乌克兰的俱乐部。他的职业生涯结束于俄罗斯超级联赛的莫斯科鱼雷足球俱乐部、雅罗斯拉夫尔辛尼克足球俱乐部、下诺夫哥罗德火车头足球俱乐部和乌拉尔埃利斯塔足球俱乐部。